# Nauru na Mistrzostwach Świata w Lekkoatletyce 1999
Nauru na Mistrzostwach Świata w Lekkoatletyce 1999 reprezentował jeden zawodnik – niespełna 19-letni Robertson Temaki. Odpadł on w eliminacjach swojej konkurencji (bieg na 100 metrów). 
Był to siódmy start reprezentacji Nauru na Mistrzostwach Świata w Lekkoatletyce – poprzednie to 1983, 1987, 1991, 1993, 1995 i 1997.

## Występy reprezentantów Nauru

### Mężczyźni
Podczas tych mistrzostw Robertson Temaki wziął udział w rywalizacji sprinterów w biegu na 100 metrów. Pierwsza runda eliminacji odbyła się 21 sierpnia w godzinach od 11:30 do 12:24. Temaki wystąpił w ósmym biegu eliminacyjnym, który odbył się o 12:12. Podczas tego biegu wiatr był prawie niezauważalny; jego siła wyniosła 0,1 metra na sekundę w plecy. Biegając z toru ósmego i uzyskawszy czas 12,14, zajął ostatnie, siódme miejsce w swoim biegu, a w łącznej klasyfikacji 71. miejsce na 77 zawodników. Odnotować warto, iż Temaki wyprzedził tylko jednego zawodnika sklasyfikowanego (Guamczyka Philama Garcię), pozostali nie wystartowali albo zostali zdyskwalifikowani. Zwycięzcą całych zawodów został Maurice Greene.
| Konkurencja   | Zawodnik         | Eliminacje | Eliminacje | Półfinał      | Półfinał      | Finał         | Finał         |               |
| Konkurencja   | Zawodnik         | Rezultat   | Pozycja    | Rezultat      | Pozycja       | Rezultat      | Pozycja       |               |
| ------------- | ---------------- | ---------- | ---------- | ------------- | ------------- | ------------- | ------------- | ------------- |
| Bieg na 100 m | Robertson Temaki | 12,14      | 8          | Nie awansował | Nie awansował | Nie awansował | Nie awansował | Nie awansował |